# Спаська волость (Новомосковський повіт)
Спа́ська во́лость — історична адміністративно-територіальна одиниця Новомосковського повіту Катеринославської губернії.
Станом на 1886 рік у складі було єдине поселення, єдина сільська громада. Населення — 2412 осіб (1224 чоловічої статі й 1188 — жіночої), 419 дворових господарств.
|                     | Площа, десятин | У тому числі орної, дес. |
| ------------------- | -------------- | ------------------------ |
| Сільських громад    | 4222           | 2660                     |
| Приватної власності | —              | —                        |
| Іншої власності     | 120            | 100                      |
| Загалом             | 4342           | 2760                     |

Єдине поселення волості:
- Спаське — державна слобода, над річкою Кільчень, 2412 осіб, православна церква.